# کالیگرا سوئیت
کالیگرا سوئیت (به انگلیسی: Calligra Suite) یک مجموعه اداری و هنر گرافیکی است که در سال ۲۰۱۰ از کی‌آفیس منشعب شد. این نرم‌افزار برای رایانه‌های شخصی، رایانه‌های تبلت و تلفن هوشمند در دسترس است. این مجموعه حاوی نرم‌افزارهای پردازشگر متن، صفحه‌گسترده، ارائه، پایگاه داده، گرافیک برداری و نقاشی دیجیتال است.
کالیگرا از اوپن‌داکیومنت به عنوان قالب پرونده پیشفرض خود استفاده می‌کند و قادر است قالب پرونده‌های دیگر از جمله قالب مایکروسافت آفیس را هم باز کند. کالیگرا متکی به کی‌دی‌ئی تکنولوژی است و اغلب به همراه فضاهای کاری پلاسمای کی‌دی‌ئی مورد استفاده قرار می‌گیرد.